# Banca (okręg Vaslui)
Banca – wieś w Rumunii, w okręgu Vaslui, w gminie Banca. W 2011 roku liczyła 1008 mieszkańców.